# Erythronium umbilicatum
Erythronium umbilicatum là một loài thực vật có hoa trong họ Liliaceae. Loài này được C.R.Parks & Hardin miêu tả khoa học đầu tiên năm 1963.